# Ел Хаджи Диуф
Ел Хаджи Диуф (на френски: El Hadji Diouf; на арабски: الحاج ديوف) е сенегалски футболист, нападател.

## Успехи
Ливърпул
- Купа на Английската футболна лига (1): 2003

 Рейнджърс
- Купа на Шотландската футболна лига (1): 2011
- Шампион на Шотландия (1): 2011

 Сенегал
- Купа на африканските нации
  - Вицешампион (1): 2002

Индивидуални
- Африкански футболист на годината (2): 2001, 2002
- ФИФА 100
- „Идеалния отбор“ Мондиал 2002